# Lacconectus geiseri
Lacconectus geiseri is een keversoort uit de familie waterroofkevers (Dytiscidae). De wetenschappelijke naam van de soort is voor het eerst geldig gepubliceerd in 2006 door Brancucci.